# Valentin Ceaușescu
Valentin Ceaușescu (* 17. února 1948 Bukurešť) je rumunský fyzik, nejstarší a jediný žijící potomek bývalého komunistického prezidenta Nicolaea Ceaușescua a jeho manželky Eleny Ceaușescuové.

## Život

### Raný život a vzdělání
Narodil se 17. února 1948 v Bukurešti. Jeho otec, budoucí prezident Nicolae Ceaușescu, byl aktivním členem Rumunské dělnické strany a získal různé politické a vojenské funkce. V době jeho narození zastával Nicolae Ceaușescu funkci ministra zemědělství. Jeho matkou byla Elena Ceaușescuová (rozená Petrescu). Měl dva sourozence: Zoia (narozená v roce 1949) a Nicu (narozený v roce 1951).
Na rozdíl od mnoha dalších členů rodiny, včetně mladšího bratra Nicua, se neangažoval v politice. Po maturitě v roce 1965 na gymnáziu Dr. Petru Groza se zapsal na Fyzikální fakultu Bukurešťské univerzity. V roce 1967 se rozhodl pokračovat v dalším vzdělávání zápisem na Imperial College London ve Velké Británii. Během studia na Imperial College hrál fotbal v pozici brankáře v univerzitním týmu. Po absolvování studia fyziky v roce 1970 se vrátil do Rumunska.

### Manželství a děti
Dne 3. července 1970 se oženil s Iordanou (Danou) Borilăovou (1945–2017), dcerou předsedy komunistické strany Petreho Borilăa. Oba otcové, tehdejší političtí rivalové, se proti sňatku svých dětí ostře vymezili. Výsledkem několikaletého boje byl nakonec rozvod Dany a Valentina v roce 1988. Po rumunské revoluci emigrovala Dana s jejich synem Danielem do Izraele, odkud pak pokračovali do Spojených států. Daniel Ceaușescu, stejně jako jeho otec, studoval fyziku.[zdroj?]
Později v roce 1995 se podruhé oženil. S novou manželkou Roxanou Dunăovou má dceru Alexandru, která vystudovala architekturu.[zdroj?]

### Zatčení a pozdější život
V prosinci 1989, během rumunské revoluce, byl spolu s ostatními členy své rodiny zatčen. Po celém světě byli známí svým extravagantním životním stylem a byli obviněni z podkopávání rumunské ekonomiky. Valentin údajně zastával funkci manažera fotbalového klubu Steaua București. Uvedl, že soudní proces se svými rodiči sledoval v televizi, když byl umístěn do vazby.
Po devíti měsících byl propuštěn z vězení poté, co proti němu nebylo vzneseno žádné obvinění. Oba jeho rodiče byli popraveni. Během té doby mu byla kromě stovek vzácných knih zabavena sbírka padesáti obrazů rumunských mistrů a rytin Francisca Goyi. Když žádal o restituci, rumunské úřady argumentovaly tím, že neexistují žádné dokumenty, které by dokazovaly, že je jejich vlastníkem, a také tím, že sbírka uměleckých děl patří rumunskému státu, který je okamžitě daroval Národnímu muzeu umění. V roce 2001 zažaloval vládu o restituci. Soudy nakonec v roce 2009 rozhodly v jeho prospěch a nařídily muzeu vrátit čtyřicet obrazů. Většinu děl nashromáždil se svou bývalou manželkou, jíž většinu z obrazů plánoval darovat.

## Vědecká kariéra
Po ukončení vysokoškolského studia v roce 1970 se stal zaměstnancem Národního ústavu fyziky a jaderného inženýrství Horia Hulubei. Pracoval v laboratoři Ústavu atomové fyziky (IFA) v Măgurele, kde prováděl výzkum v oblasti jaderné fyziky. Do důchodu odešel v roce 2016. Žije skromně ze svého důchodu ve výši asi 2 000 RON (asi 450 eur). Bydlí v domě, který vlastní jeho současný tchán Constantin Dună.

## Vybrané publikace
- MÜLLER, Berndt; SOFF, Gerhard; GREINER, Walter; CEAUȘESCU, Valentin. Scaling behaviour of inner-shell ionization in superheavy quasi-molecules. Zeitschrift für Physik A. 1978, s. 27–30. doi:10.1007/BF01410218. S2CID 119420864. Bibcode 1978ZPhyA.285...27M.
- RĂDUȚĂ, A.A.; CEAUȘESCU, V.; GHEORGHE, A.; DREIZLER, R.M. Phenomenological description of three interacting collective bands. Nuclear Physics A. 1982, s. 253–276. Dostupné online. doi:10.1016/0375-9474(82)90143-9. Bibcode 1982NuPhA.381..253R.
- RĂDUȚĂ, A.A.; FAESSLER, A.; CEAUȘESCU, V. Description of the {\displaystyle K^{\pi }=1^{+}} isovector states within a generalized coherent-state model.. Phys. Rev. C. November 1987, s. 2111–2126. Dostupné online. doi:10.1103/PhysRevC.36.2111. PMID 9954324. Bibcode 1987PhRvC..36.2111R.
- CEAUȘESCU, Valentin. Some remarks on limits in quantization. Romanian Journal of Physics. 2013, s. 1381–1395. Dostupné online.